# Monopis stichomela
Monopis stichomela är en fjärilsart som beskrevs av Oswald Beltram Lower 1900. Monopis stichomela ingår i släktet Monopis och familjen äkta malar. Inga underarter finns listade i Catalogue of Life.